# Centromerus trilobus
Espèce
Centromerus trilobus est une espèce d'araignées aranéomorphes de la famille des Linyphiidae.

## Distribution
Cette espèce est endémique du Jilin en Chine,.

## Publication originale
- Tao, Li & Zhu, 1995 : Linyphiid spiders of Changbai Mountains, China (Araneae: Linyphiidae: Linyphiinae). Beiträge zur Araneologie, vol. 4, p. 241-288.